# Luisichthys
Luisichthys är ett utdött släkte av förhistoriska benfiskar som levde under yngre jura (Oxfordian - Tithonian).